# Бейли, Тэвис
Тэвис Бейли (англ. Tavis Bailey; род. 6 января 1992, Покипси, Нью-Йорк) — американский легкоатлет, специалист по метанию диска. Выступал за сборную США по лёгкой атлетике в середине 2010-х годов, участник летних Олимпийских игр в Рио-де-Жанейро, серебряный и бронзовый призёр первого дивизиона чемпионата Национальной ассоциации студенческого спорта.

## Биография
Тэвис Бейли родился 6 января 1992 года в городе Покипси, штат Нью-Йорк.
Учился в старшей школе A.L. Brown High School в Каннаполисе, Северная Каролина, где играл в футбол и начал заниматься лёгкой атлетикой (специализировался на метаниях). По окончании школы получил спортивную стипендию для учёбы в Университете Ленуар-Райн, в 2011 году в метании диска занял пятое место на чемпионате США среди юниоров, а в 2012 году перевёлся в Университет Теннесси.
Уже на первом году учёбы в Теннесси стал членом местной легкоатлетической команды, проходил подготовку под руководством тренера Джона Ньюэлла, неоднократно принимал участие в различных студенческих соревнованиях. Так, в 2014 и 2015 годах достаточно успешно выступал в первом дивизионе чемпионата Национальной ассоциации студенческого спорта, где был третьим и вторым соответственно.
В мае 2016 года на соревнованиях в Салинасе установил свой личный рекорд в метании диска — 65,82 метра. В июле на национальном олимпийском отборе в Юджине с результатом в 61,57 метра занял второе место в метании диска и тем самым удостоился права защищать честь страны на летних Олимпийских играх в Рио-де-Жанейро. На Играх провалил первую попытку, затем показал результаты 59,81	и 59,25 метра, чего оказалось недостаточно для попадания в финальную стадию турнира.
Окончив в том же году университет по специальности спортивного менеджмента, в дальнейшем Тэвис Бейли не показывал сколько-нибудь значимых результатов на международной арене.